# Das Schloß des Grauens
Das Schloß des Grauens (Originaltitel: Le vergine di Norimberga) ist ein in Deutschland spielender, italienischer Horrorfilm aus dem Jahr 1963. Unter der Regie von Antonio Margheriti spielen Rossana Podestà, Georges Rivière und Christopher Lee die Hauptrollen. Die Romanvorlage lieferte Maddalena Gui unter dem Pseudonym Frank Bogart.

## Handlung
Die Engländerin Mary hat den wohlhabenden Burt Carson geheiratet und begleitet diesen auf seiner Geschäftsreise nach Deutschland. Dort besitzt seine Familie ein uraltes Schloss. Zum „lebenden Inventar“ gehört auch der unheimliche Diener Edward, der im Krieg sein linkes Auge verlor. Edward hatte schon Carsons Vater bis zu dessen Tod vertrauensvoll gedient. Eines Nachts wird Mary durch Schreie geweckt. Ihr Gatte liegt nicht im Ehebett, und so macht sich Mary allein auf die Suche nach der Herkunft der Schreie. In einem Seitentrakt des Anwesens wird sie fündig: Hier befindet sich ein kleines Museum, in dem alle möglichen Folterinstrumente aus längst vergangenen Inquisitions-Zeiten ausgestellt werden. Mary muss gleich noch etwas feststellen: Offenbar geht im Schloss ein maskierter Wahnsinniger um, dem es diabolische Freude bereitet, Frauen zu quälen und zu foltern. Als besonders brutal erweist sich der Einsatz der von ihm bevorzugten Eiserne Jungfrau (so auch der italienische Originaltitel). Das Blut der durch dieses Folterinstrument aufgespießten Opfer rinnt in einen aufgestellten Eimer. Mary öffnet die Eiserne Jungfrau, und ihre schlimmsten Befürchtungen werden wahr: Eine ausgeblutete Leiche mit ausgestochenen Augen – es handelt sich um das verschwundene Hausmädchen – befindet sich darin. Die junge Ehefrau fällt daraufhin in Ohnmacht.
Wieder bei Bewusstsein, versucht Burt Mary einzureden, dass sie nur einen schrecklichen Alptraum gehabt habe. Doch die Haushälterin Martha erzählt der Jungvermählten eine ganz andere Geschichte. Sie sagt, durch das alte Gemäuer schleiche ein finsterer Mann mit schwarzer Kapuze, der zurückgekehrt sei, um als Richter und Henker sein sehr eigenes Verständnis von Justiz zu vollstrecken. Bald kommt bei Mary die Befürchtung auf, dass, anstatt des dämonisch wirkenden Dieners, womöglich ihr Mann hinter den Folterungen stecken könnte. Weitere merkwürdige Ereignisse lassen Mary immer beunruhigter werden, etwa dass ihr Mann gern mal unvermutet die Gummistiefel anzieht und sich auf mysteriöse Streifzüge durch das Anwesen begibt. Burt verabreicht daraufhin seiner Frau eines Abends eine Schlaftablette, als er angeblich mal wieder wegen ominöser Geschäfte fort muss. Doch Mary will hellwach bleiben und nimmt die Pille nicht ein. Stattdessen folgt sie ihrem Gatten durch das Gemäuer und sieht, wie er durch eine Geheimtür verschwindet. Bald wird es für die junge Ehefrau sehr gefährlich, denn der Schlächter mit der schwarzen Kapuze macht auch vor ihr nicht halt. Schließlich erweist sich Burts Vater als der Täter. Durch eine schwere im Zweiten Weltkrieg erlittene Verletzung ist er einst wahnsinnig geworden. So schlich er Nacht für Nacht durch das verwinkelte Schloss und marterte und mordete mit den historischen Folterinstrumenten.

## Produktionsnotizen
Das Schloß des Grauens wurde innerhalb von drei Wochen gedreht und am 15. August 1963 in Italien uraufgeführt. In Deutschland lief der Film am 15. Mai 1964 an.
Die Filmbauten entwarfen Riccardo Domenici und Henry Daring, die Kostüme James Lyon. Bertrand Blier diente Margheriti als Regieassistent. Margheriti übernahm auch die Spezialeffekte.
Der Vorspann enthält zahlreiche englische Fantasienamen, die zuzuordnen bislang nicht gelang.

## Kritiken
„Spuk- und Gruselfilm, der in der Wahl seiner Mittel keine Grenzen kennt.“

„Der Effekt ist betäubend.“

„Einer der vielen Horrorfilme, die sich skrupellos auf Edgar Allan Poe berufen. Seine Bezugnahme auf die Nazis, die den Mörder, weil zum Verschwörerkreis des 20. Juli gehörend, durch Versuchsoperationen entstellt und durch Folter zum Wahnsinn getrieben haben, wurde in der deutschen Synchronisation getilgt.“

## Deutschsprachige Veröffentlichungen
- 1964: Kino, Constantin Film, 78 Minuten (gekürzte Fassung)
- 1982: Video, Bavaria / EuroVideo, 75 Minuten (gekürzte Fassung)
- 2005: DVD, Koch Media, 80 Minuten (ungekürzte Fassung)
- 2008: DVD, Cineplus / Koch Media, 80 Minuten (ungekürzte Fassung)